# Mikadotrochus hirasei
Mikadotrochus hirasei is een slakkensoort uit de familie van de Pleurotomariidae. De wetenschappelijke naam van de soort is voor het eerst geldig gepubliceerd in 1903 door Pilsbry.